# السد (إدلب)
السد قرية سورية تتبع ناحية محمبل في منطقة أريحا في محافظة إدلب. بلغ عدد سكانها 511 نسمة في عام 2004 حسب إحصاء المكتب المركزي للإحصاء.